# Алфред фон Ербах-Фюрстенау (1813–1874)
Раймунд Алфред Фридрих Франц Август Максимилиан фон Ербах-Фюрстенау (на немски: Alfred, Graf zu Erbach-Fürstenau; Raimund Alfred Friedrich Franz August Maximilian Graf zu Erbach-Fürstenau) е граф на Ербах-Фюрстенау в Оденвалд, главен-лейтенант, политик от Хесен и президент на 1. камера на Велико херцогство Хесен.

## Биография
Роден е на 6 октомври 1813 година в дворец Фюрстенау, Михелщат. Той е най-големият син на граф Албрехт фон Ербах-Фюрстенау (1787 – 1851) и съпругара му принцеса Луиза София Емилия фон Хоенлое-Нойенщайн-Ингелфинген (1788 – 1859), дъщеря на княз Фридрих Лудвиг фон Хоенлое-Ингелфинген-Йоринген (1746 – 1818) и графиня Амалия Луиза Мариана фон Хойм цу Дройсиг (1763 – 1840).
Алфред фон Ербах-Фюрстенау следва в Тюбинген и след това посещава военната академия в Лудвигсбург (Вюртемберг). През 1832 г. той се записва да следва право и държавни науки в университета в Хайделберг и след това в университетите в Марбург и Берлин.
От 7 ноември 1838 г. той е народен представител на Първата камера на VIII народно събрание на Великото херцогство Хесен в Дармщат до 1841 г. Граф Алфред фон Ербах-Фюрстенау отива като лейтенант през 1841 г. на австрийска военна служба. От 1843 г. там е главен лейтенант, а от 1854 е майор.
Той умира на 2 октомври 1874 г. в Бад Вилдунген (Краенберг) в Оденвалд, на 61-годишна възраст.

## Фамилия
Алфред фон Ербах-Фюрстенау се жени на 28 април 1859 г. в Кошентин за принцеса Луиза Елеонора Амалия Ернестина Жени фон Хоенлое-Ингелфинген (* 25 март 1835, Кошенцин; † 15 юли 1913, Краенберг), дъщеря на принц Адолф фон Хоенлое-Ингелфинген (1797 – 1873) и принцеса Луиза Шарлота Йохана фон Хоенлое-Лангенбург (1799 – 1881). Те имат десет деца:
- Адалберт Адолф Лудвиг Едгар Хуго Еберхард (* 2 февруари 1861; † 28 септември 1944), граф на Ербах-Фюрстенау, женен на 19 април 1900 г. в дворец Варлар за принцеса Елизабет фон Залм-Хорстмар (* 18 декември 1870; † 4 юли 1953)
- Георг Бото Йоханес (* 16 април 1863; † 5 май 1863)
- Мария Терезия Луиза Текла Аделхайд Клотилда Йохана (* 16 април 1863; † 9 май 1863)
- Гертруда Агнес Луиза Луитгарда Елиза (* 25 юли 1864; † 10 декември 1919)
- Елиас Карл Ото Густав, др. юра (* 11 декември 1866; † 11 септември 1950), женен на 31 май 1921 г. във Франкфурт на Майн за Улрика Торнов (* 9 февруари 1874; † 13 май 1943)
- Раймунд Фридрих Крафт Карл (* 21 февруари 1868; † 2 януари 1926), императорски полковник-лейтенант, женен на 21 април 1921 г. в дворец Хунген, Горен Хесен за принцеса Хелена фон Золмс-Браунфелс (* 15 февруари 1890; † 22 октомври 1969)
- Тереза Хелена Аделхайд Йохана (* 9 юни 1869; † 21 декември 1927), омъжена на 26 ноември 1889 г. във Фюрстенау за княз Фридрих Карл II фон Хоенлое-Валденбург-Шилингсфюрст (* 26 септември 1846; † 6 октомври 1924)
- Мария Шарлота Емма (* 14 септември 1870; † 14 март 1949), омъжена на 7 януари 1909 г. във Фюрстенау за граф Вилхелм Карл фон Оейнхаузен-Зирсторпф (* 18 юли 1860; † 1 април 1922)
- Адолф Крафт Лудвиг (* 30 декември 1871; † 13 август 1915, убит в Русия), имперарорски капитан
- Йозеф Бото Райнхард (* 10 юли 1874; † 21/23 април 1963), женен на 21 април 1921 ф. в Хунген за принцеса Мария-Агнес фон Золмс-Браунфелс (* 5 декември 1888; † 7 март 1976)